# Burgau
Burgau è una città tedesca di 9 407 abitanti, situato nel land della Baviera.
Fu storicamente austriaca. Fu Napoleone a darla alla Baviera.